# Aha!
Aha! je český bulvární deník, který vychází od roku 2004. V letech 2004–2007 jej vydávala firma Ebika, od roku jej vydává Czech News Center (v letech 2007–2014 pod názvem Ringier). Do roku 2006 vycházel jako týdeník, deníkem je od 1. března 2006. Je druhým nejčtenějším bulvárem v Česku. V prosinci 2015 průměrný denní náklad činil 79 tisíc výtisků. V květnu 2024 průměrný denní náklad činil 21 600 výtisků.

## Přidružené tiskoviny
- Nedělní Aha!
- Aha! Sport
- Aha! láska, sex & peníze
- Aha! Křížovky
- Aha! pro ženy